# Grèves de 1949-1950 contre la guerre d'Indochine
La grève des dockers de 1949-1950 en France, dirigée contre la guerre d'Indochine, en bloquant les expéditions de matériel militaire, qui a eu lieu à Marseille puis dans les autres ports français, du 2 novembre 1949 au 18 avril 1950, est un des conflits sociaux les plus importants de la Guerre froide et l'un des plus durs de l'histoire de la corporation des dockers en France.
Avec la mobilisation lors du procès du militaire Henri Martin, condamné le 20 octobre 1950 à cinq ans de prison pour complicité de sabotage, c'est l'un des deux axes de l'opposition du Parti communiste français à la guerre d'Indochine, selon l'historien Jean-Pierre Rioux.
La grève est partie d'un refus d'embarquer des armes pour la guerre d'Indochine. Parmi les autres revendications qui motivent par la suite cette grève, étendue à la plupart des ports français, se mêlent des exigences salariales comme le slogan "nos trois mille francs" et des mots d'ordre à la fois pacifistes et anti-impérialistes. L'action a lieu à Dunkerque, Rouen, Saint-Nazaire, Marseille, Nice, La Pallice, Bordeaux, Cherbourg, Brest et Tunis. À Marseille, elle commence le  8 novembre 1949, dure une vingtaine de semaines et se termine par une défaite le 18 avril 1950 et un échec important des grévistes.

## Contexte historique et politique

### Le contexte social français
Le conflit des dockers s'inscrit dans un contexte socio-économique difficile et conflictuel,. Les trente glorieuses commencent à peine, et du fait des destructions de la guerre, les denrées alimentaires et les logements manquent, la condition des ouvriers est souvent misérable. Le climat social s'est tendu depuis 1947 et l'exclusion des ministres communistes du gouvernement, avec des privations dues au rationnement. La CGT est en conflit avec les gouvernements successifs ce qui s'est traduit par les Grèves de 1947 en France et la Grève des mineurs de 1948. La grève des dockers de 1949-1950 constitue « un des mouvements sociaux et politiques les plus importants » de la IVe République, après ces deux conflits.

### Le contexte social international
Au même moment, la création le 7 décembre 1948 d'une Confédération internationale des syndicats libres met sous tension le monde social et politique. Le 15 juillet 1940, débute à Marseille une "conférence internationale des marins et dockers", au cours de laquelle est fondée une "Union internationale des marins, dockers, fluviaux, pêcheurs et travailleurs des ports" basée à Marseille.

### Le contexte culturel
En octobre 1949, le film Un homme marche dans la ville, tourné dans la ville portuaire du Havre, sous le patronage du quotidien Le Havre libre, au profit de la Caisse de solidarité et du Syndicat des ouvriers du port, reçoit une critique élogieuse de quotidiens de droite comme Le Parisien libéré du 13 octobre, où Jacqueline Michel salue le film et estime que « seule, une grande réalisation pouvait toucher aussi profondément les dockers du Havre dont Pagliero a entendu battre le cœur ». Le Parti communiste s'indigne alors que « des millions ont été dépensés pour calomnier la classe ouvrière dans un film infect ». Son hebdomadaire L'Avenir du Havre publie le 14 octobre 1949 un long article du docker Jean Ferrand selon lequel le film « tente de traîner une catégorie de travailleurs dans la fange ». Mais c'est seulement six mois plus tard que sera décidée son interdiction d’exploitation dans la ville, le 12 avril 1950, après un nouveau tir de barrage de la presse communiste, lui reprochant de dépeindre les dockers comme « des ivrognes paresseux et brutaux, préoccupés surtout de bagarres et de coucheries », dans le but de discréditer leur grève. Plusieurs cinéastes sympathisants vont alors créer des scénarios plus valorisants, comme Vivent les dockers, de Robert Ménégoz qui sort dès juin 1950, avec un commentaire, très lyrique, d'André Stil tandis que Paul Carpita, dans Le Rendez-vous des quais, dépeint le jeune couple de Robert et Marcelle, docker et ouvrière en biscuiterie, qui cherchent vainement un logement à Marseille. Lui refuse de rejoindre la bande de syndicaliste de son frère, et se fait manipuler par une promesse de logement, jusqu'aux limites de la compromission lorsque les dockers partent en grève contre la Guerre d'Indochine.

### Le contexte de la Guerre d'Indochine
Les élus communistes refusent de voter les crédits de la Guerre d'Indochine dès mars 1947. La Guerre d’Indochine (1946-1954), est qualifiée par les communistes et la CGT de « prélude à un troisième conflit mondial » et amène la France à être plus intégrée au bloc occidental, car elle se retrouve obligée de renforcer son potentiel militaire face à un conflit indochinois « en pleine mutation », devenu beaucoup plus international en raison de l'intervention américaine par des livraisons de matériel entre autres.

#### La manifestation parisienne du 20 février 1949
Fin décembre 1948 se crée le Mouvement des combattants de la liberté et de la paix, autour de Frédéric Joliot-Curie et Yves Farge et en janvier 1949, André Marty donne le coup d'envoi de la campagne contre la "sale guerre".
Le bureau politique du PCF, dont les militants sont majoritaires à la direction de la CGT, a lancé le 20 janvier 1949 le mot d’ordre de combat absolu contre la guerre coloniale mais la CGT n'est pas encore très engagée, ce qui ne va changer qu'en cours d'année 1949. Le PCF se limite alors à des actions symboliques à Paris. Le 20 février, une manifestation communiste sur les grands boulevards de Paris dégénère en affrontements avec la police. Il s'agit alors, pour le comité directeur de la SFIO et pour le bureau politique du PCF de dénoncer l'emprisonnement de Tran Ngoc Danh malgré l'état de santé de l'inculpé. Le chef de la délégation représentant le gouvernement de la République démocratique du Vietnam en France depuis 1946 avait été arrêté le 21 janvier à son domicile personnel et il sera libéré en mars.
Le 21 janvier 1948, il est arrêté par le gouvernement français pour « atteinte à l'intégrité du territoire français ».
Le sujet est surtout évoqué dans les éditions de février et de mars des Cahiers du communisme, par Léon Mauvais et Jacques Duclos. Maurice Thorez, secrétaire général du PCF, met en avant le concept de « grève politique de masses » et en février, devant la conférence de la fédération de la Seine, il demande à ce qu'elle combatte la fabrication, le transport et la manipulation des armes, mais sans aucun passage à l'acte.

#### L'investissement français passe à167 000 hommes
Les effectifs du corps expéditionnaire français en Indochine augmentent de plus de 50% en un peu plus de deux ans pour atteindre 167 000 hommes au 1er janvier 1950. L'effort de guerre s'appuie en grande partie sur le port de Marseille : 59 navires en provenance d’Indochine y arrivent entre le 1er janvier 1949 et le 18 avril 1950. Dans La Marseillaise, du 22 au 27 mai 1949, le journaliste Robert Dubrou prédit déjà que des bombardiers porteurs d’armes nucléaires décolleront bientôt des bases militaires bordant l'Etang de Berre, pour attaquer « le pays de Stalingrad ».

#### Etét et automne 1949, la torture dénoncée et la Chine impliquée à son tour
Un État du Viêt Nam est proclamé le 14 juin 1949 comme "État associé" de l'Union française, en pleine guerre d'Indochine pour constituer une alternative au Việt Minh communiste, mais sans emporter l'adhésion, en raison des révélations sur la Torture pendant la guerre d'Indochine, dont la pratique va s'avérer systématique.
En juillet 1949, Jacques Chegaray  réalise un reportage relatant les exactions de l'armée française en Indochine que L'Aube refuse car "le parti démocrate-chrétien est particulièrement actif dans la politique de guerre", et qu'il doit publier donc dans Témoignage chrétien. Il rapporte l'utilisation de la torture par l'Armée, au moment où des enquêtes internes menées par le Service de sécurité « Air » à la mi-1949 à Hanoï repèrent l'utilisation de la torture et des exécutions sommaires en au moins deux occasions séparées.
En France, "toute la presse s'en fait l'écho"" et "les députés, lors d'une séance orageuse, évoquent le problème",. Ce texte est repris dans l'ouvrage de l’historien Pierre Vidal-Naquet  « Les Crimes de l'armée française », paru pour la première fois en 1975 et réédité en 2001 avec une préface inédite de l'auteur. Il fait qu'une partie la gauche chrétienne qui se retrouve au premier rang" du combat anticolonialiste, avant même que le PCF et la CGT s'en emparent à l'hiver 1949-1950.
Paul Mus écrit une série d'essais condamnant la torture (dont le premier est intitulé « Non, pas ça ! »). En septembre 1949, Léon Pignon, haut fonctionnaire français, administrateur colonial en Indochine déclare que la torture est contraire à tout ce que les Français veulent faire en Indochine.
Le 18 septembre 1949, c'est le quotidien progressiste breton Ouest-Matin, fondé neuf mois plus tôt par Henri Denis, ancien secrétaire général de la Jeunesse étudiante chrétienne (JEC), qui publie une lettre du soldat Alexandre Lepan, accusant les troupes françaises d'avoir commis nombre d'atrocités lors de la Guerre d'Indochine. Selon lui, son ancien chef de bataillon, Clauzon, commandant le 22e régiment d'infanterie coloniale, poussait ses hommes au meurtre et au pillage. L'armée ne poursuivra le journal qu'en février-mars 1950, après les actions des dockers contre ses navires militaires.
Peu après ces révélations, autre tournant dans la Guerre d'Indochine, le 1er octobre 1949, à Pékin, Mao Zedong proclame la république populaire de Chine et la fin  de la guerre civile causée par l’invasion japonaise puis la Longue Marche, tandis que le Kuomintang a finalement dû s'exiler à Taïwan.
La Chine s'implique alors pour soutenir le Nord de l'Indochine. Les immenses camps américains du Sud de la Chine, abandonnés, servent alors à l'entrainement des troupes du Việt Minh qui multiplie ainsi les divisions armées.

## Déroulement

### Les instigateurs à Marseille, Oran et Dunkerque
Les instigateurs du mouvement de grève qui se généralise à la plupart des ports au tout début de l'année 1950 étaient basés dans ceux de Marseille, Oran et Dunkerque, trois lieux où des personnalités locales ont joué dès 1949 un rôle important en se mobilisant en faveur de la décolonisation. À Dunkerque, les dockers sont associés dès 1948 à la grève des mineurs et l'année suivante ils associent à leur action l'usine de chaudronnerie de Fives-Lille qui livre des  locomotives pour l'Indochine. Dès décembre 1946 puis en janvier et mai 1949, les conseillers généraux communistes de la région Dunkerque-Calais, menés par résistant et leader des dockers Lucien Duffuler, dénoncent la guerre d'Indochine. Le numéro de la CGT et du PCF dans la région, Auguste Lecœur, autre héros de la Résistance, organise aussi dans le bassin minier une manifestation contre la Guerre d'Indochine dès l'été 1949. Au cours du même été, mais à Marseille, le résistant Georges Serano, 3e adjoint au maire communiste Jean Cristofol, qui avait lancé au Viet-Nam, après la proclamation de l'indépendance, la revue locale Lendemains, lance des mouvements contre la guerre arrès avoir pris la tête du syndicat CGT des marines des Bouches-du-Rhône. Les journalistes sont souvent les premiers en alerte. En juillet 1949 aussi, Témoignage chrétien publie le récit de Jacques Chegaray sur l'utilisation de la torture par l'Armée. Mais c'est dès le 22 mars 1947 que le jeune résistant René L'Hermitte, envoyé spécial de L'Humanité à Saïgon avait cité un officier dénonçant des tortures contre des prisonniers Viet-minh[réf. souhaitée], quelques semaines avant que le PCF soit chassé du  gouvernement. À Oran, la mobilisation des dockers a commencé en juin 1949, par un congrès de la CGT locale décidant de mettre en application les décisions du congrès mondial des partisans de la paix, organisé deux mois plus tôt, du 20 au 25 avril 1949, via une résolution déclarant la « solidarité fraternelle avec le peuple vietnamien en lutte pour sa liberté » des dockers d'Oran.
Le journal des jeunesses communistes L'Avant-Garde est sensibilisé à la cause vietnamienne par l'ex-résistante Madeleine Riffaud, qui elle-même l'a été par sa conseur Andrée Viollis et ses rencontres avec les leaders vietnamiens. Dès janvier 1950, les reportages de son directeur Léo Figuères, puis son livre "Je reviens du Vietnam libre", se greffe sur ces actions qui ont fait évoluer la situation. Après des séjours à Londres en juillet 1948, puis Varsovie, et Moscou, en janvier 1950 il pénètre au Viêt Nam depuis la Chine, au cours des premiers mois de 1950, dans les régions libérées par le Viêt-minh mais toujours en guerre, d'où il transmet des reportages, après avoir eu en Chine des entretiens avec Mao Tsé-toung, Liu Shaoqi et Chou En-Lai, puis passé « plusieurs semaines avec les combattants vietnamiens » et rencontré trois de leurs principaux dirigeants : Hô Chi Minh, Vô Nguyen Giap et Pham Van Dong. Revenu à Paris en juillet 1950 pour une conférence de presse, et avec les propositions d’Hô Chi Minh relatives à l’échange des prisonniers de guerre, il fut l'objet d'un mandat d’arrêt pour « démoralisation de l’armée et de la nation » et dut se réfuguer dans la clandestinité.

### Dunkerque mobilisée dès 1948 puis en 1949
Dans certains ports, des conflits sociaux démarrent plus tôt qu'ailleurs sous forme intermittente, parfois en se greffant sur un autre conflit, dans les mines. Ainsi à Dunkerque, 3 000 soldats envoyés le 19 novembre 1948 durent décharger le charbon à la place des dockers barricadés, solidaires avec la grève des mineurs de 1948. Lucien Duffuler, leur leader depuis 1937, est arrêté deux jours après tout comme Mme Hemelryck, conseiller municipal, et sa sœur, Mme Stœsberg.
Avant-guerre, Lucien Duffuler avait été licencié pour avoir refusé  de décharger des navires allemands à croix gammée après l’accession de Hitler au pouvoir en 1933. Président du Comité de Libération en 1945, héros de la Résistance, il n'en est pas moins condamné le 12 janvier 1949 à huit mois de prison avec sursis, puis révoqué en mai à la suite de cette condamnation et des grèves et vigoureuses actions contre la guerre d’Indochine,, qui laisseront des traces, poussant les milieux économiques à promouvoir Paul Asseman au sein de la SFIO, afin d'éviter une alliance SFIO-PCF.
À plusieurs reprises, dès décembre 1946 puis en janvier et mai 1949 et ensuite jusqu'en 1950, les conseillers généraux communistes de la région Dunkerque-Calais auront dénoncé la guerre d'Indochine.
Dès le  22 octobre 1948, les dockers de Dunkerque avaient décidé d'arrêter le déchargement des cargaisons de charbon du navire canadien Westminster-Countg. Ils reviennent à la charge un mois après. Le 18 novembre 1948 les dockers de Dunkerque, qui avaient normalement pris leur poste dans la matinée se sont mis, menés par le secrétaire du syndicat CGT Luncien Dufuler, conseiller général communiste, à bloquer les voies ferrées par des wagons, et les voies d'accès des quais par des futailles entassées. Le gouvernement décide alors de « répéter la tactique appliquée dans les mines du Nord, et concentrer dès l'abord des effectifs et des moyens tels que toute résistance se révèle, du côté des grévistes, parfaitement dérisoire »
. Face à 500 dockers en grève barricadés, Paris envoie 3000 hommes, C.R.S. et troupes nord-africaines et une semaine plus tard, dans la nuit, les forces d'ordre ont enlevé la barricade qui fermait l'accès du port sur la place Minck
? mais Le Monde constate que trois arrestations, celles de Lucien Dufuler, secrétaire du syndicat des ouvriers du port, de Bossu, du comité de grève, et de la conseillère municipale communiste Mme Helmeryk ont dissipé l'atmosphère d'apaisement découlant de la reprise des conversations entre les dockers et le sous-préfet ,.
Le jeune journaliste de Liberté, André Stil découvre le port flamand, et la mer, à l'occasion de la « Guerre d'Indochine, qui n'est plus ancrée à Lille, mais à Dunkerque », et en tire une nouvelle publiée dans la revue Europe de janvier 1950, Fleur d'acier, servie par une illustration de Boris Taslitzky, déjà célèbre. Utilisant la métaphore de la « machine à écrire à sept branches », s'inspirant du chandelier à sept branches, la nouvelle « accroche à ce petit endroit à tout instant vérifiable, la chose la plus lointaine et la plus difficile à concevoir, qui est la guerre en cours ».
La ville lui inspirera aussi sa trilogie Le Premier choc, réclamée par le PCF en mars 1951, même si l'action est centrée à La Rochelle, dont le dernier tome sort fin 1953, peu après une Fête de l'Humanité sous le signe de la lutte contre la guerre d'Indochine et du  culte de la personnalité de Maurice Thorez.
Lucien Duffuler est secondé par Léon Lesschaeve dans les actions de solidarité avec les mineurs puis dans le blocage du matériel destiné à l'Indochine. Fin janvier 1950, Le Monde observe que Léon Lesschaeve a « attiré l'attention ces temps derniers en essayant d'entraver l'envoi du matériel destiné à l'Indochine », comme des locomotives Fives-Lille,, une usine qui avait été pendant la guerre paralysée deux mois en juin 1943, par l'agent britannique Michel Trotobas pour la résistance et où le futur leader MRP Georges Delfosse avait dans la Résistance aidé au sabotage de locomotives.
Les envois de locomotives sont bloqués sur le port de Dunkerque dès le Nouvel an 1950 et début 1950, L'Humanité titre: « pas de locomotive pour la sale guerre, décident les ouvriers riveurs de la grosse chaudronnerie de Fives-Lille ».

### La grève des dockers d'Oran
La grève des dockers s'étend ensuite au grand port d'Oran, considéré après la Seconde Guerre mondiale comme le " le poumon économique de l’Ouest algérien", en Algérie française, au cours de la période février-mars 1950, considérée comme un temps fort de l'histoire du mouvement ouvrier algérien car la grève mobilise les 1750 à 2500 dockers locaux ,. Ce conflit avait été précédé, en juin 1949, par un congrès dans cette ville de la CGT locale décidant de mettre en application les décisions du congrès mondial des partisans de la paix via une résolution déclarant la « solidarité fraternelle avec le peuple vietnamien en lutte pour sa liberté » des dockers d'Oran. Les revendications salariales s’ajoutent à partir de l'hiver 1949-1950 au refus, depuis l’été 1949, de charger sur les navires le matériel de guerre. Le 2 janvier 1950, les dockers d’Oran demandent à l’Union des syndicats confédérés d’Oranie (USCO) de coordonner l’action contre la guerre du Vietnam.
Les actions de boycott des bateaux pour l’Indochine « constituent des atteintes caractéristiques à la souveraineté nationale » déclare le Conseil des ministres du 25 janvier 1950, qui demande au préfet du Département d'Oran d'interdire les réunions publiques sur le port, ainsi qu'aux 26 délégués CGT de s’immiscer dans les opérations d’embauche, ou encore tous les actes ou déclarations tendant à s’opposer « au fonctionnement normal de l’activité portuaire ». Il décide aussi le licenciement du contrôleur du centre d’embauche, Bouhend Larbi.
La grève se durcit à partir du 16 février 1950, quand la CGT dénonce l'envoi par le préfet de plusieurs centaines de policiers et gardes républicains sur le port pour imposer des mesures obligeant les dockers à travailler en priorité sur les bateaux destinés à l’Indochine, d'autant que le statut des dockers prévoyant que les délégués soient associés aux opérations d’embauche est depuis janvier contourné. Une grève générale est alors votée pour le lendemain. Comme dans d'autres ports, les épouses de dockers et militantes nationalistes de l'Union des femmes algériennes (UFA) sont mobilisées pour former le 21 février une chaîne de solidarité autour du piquet de grève, avec le docteur Camille Larribère et la députée Alice Sportisse, mais sans réussir à prévenir de violentes charges policières. Dix d'entre elles sont alors blessés par la police. Parmi les arrestations, celles de 3 dockers, Larbi Ben Habib, Sidi Abdelkader, Bendriss, et Soltani Abdelkader, et d'une une femme de docker, Hermine Navarro.
La grève se poursuit et s'étend à d'autres secteurs de la ville. Le 27 février, se réunissent 7000 manifestants à la maison du peuple d'Oran, en grande partie des femmes, pour un meeting avec Mohamed Boualem, élu en 1949 secrétaire adjoint du syndicat CGT des dockers d'Oran. Les milliers de manifestants parviennent à repousser les forces de l’ordre, qui s'opposaient au meeting, sous une grêle de pierres. En répondant à l'arme à feu, les policiers causent cinq blessés graves puis saccagent le siège des syndicats. Parmi les blessés graves, 4 le sont par balles : Rami Mohamed (docker), Serge Gex (EGA), Martin Michel (Getman) et Saha (docker), tandis qu'Abdelkader Ben Mohamed est blessé par coups de crosse. Les blessés superficiels sont soignés par la femme du vice-recteur d’Alger, de passage à Oran. On compte cette fois 50 arrestations, dont 3 maintenues parmi lesquelles celles de Joseph Estève, adjoint au maire d’Oran.

### Marseille se mobilise début novembre 1949
En Provence, dès le 24 août 1949 avait eu lieu une journée départementale de soutien aux grévistes de Port-de-Bouc, mais avec un succès mitigé et aucun soutien de la direction du PCF. L'arrivée d'un nouveau secrétaire du syndicat CGT des marins des Bouches-du-Rhône, le résistant Georges Serano, avait changé les choses ensuite. Coincé en Indochine en décembre 1941, il avait été capturé par Japonais à Hanoï en mars 1945, alors qu'il militait dans un réseau de résistance anti-japonais, puis avait réussi à s'évader en août et à créer, après la proclamation de l'indépendance au Viet-Nam, une cellule du PCF. Il avait dans la foulée recherché, sans succès une audience avec Ho Chi Minh et participé à la création en octobre 1945 de la revue locale Lendemains, parue pendant dix mois, en solidarité avec la création du Parti communiste indochinois. Depuis octobre 1947, il est le 3e adjoint au maire communiste de Marseille Jean Cristofol. C'est lui qui le 9 janvier organisera, avec Georges Brunero, secrétaire du syndicat CGT des transports, une assemblée générale à bord du Pasteur au cours de laquelle est décidée une grève de 48 heures par 130 salariés dont un quart sont des métallurgistes de la SPCN en mission pour des réparations à bord, en solidarité avec les Indochinois, qui résistèrent autrefois à l’invasion des Japonais. Le lendemain, les réquisitions de l'équipage annoncées par le gouvernement sont refusées par la majorité du personnel du restaurant et pratiquement tous les marins des machines et du pont ce qui entraine l’immobilisation du navire mais aussi l'arrestation de Georges Serano par les CRS de garde l'évacuation du pont des machines par 120 gardes mobiles, gendarmes et gendarmes maritimes le surlendemain.
Le 2 novembre, des dockers de Marseille refusent d’embarquer du matériel à bord du Montbéliard à destination de l’Indochine. Toujours à Marseille, le 3 décembre 1949, les dockers CGT annoncent qu'ils refusent tout travail au rendement et heures supplémentaires du 4 décembre au 20 décembre, en plus de continuer l'action pour empêcher l'embarquement du matériel de guerre vers l'Indochine, en demandant aux marins, cheminots, employés des transports et métallurgistes de "mener une lutte efficace" pour mettre fin à la guerre. Le 7 novembre, c’est le chargement du Cap Tourane qui est bloqué. Début novembre 1949, un ordre de grève de 24 heures, relativement peu suivi, est lancé aux dockers de Marseille par la CGT pour protester contre les "mesures policières " prises à rencontre des dockers qui refusent de charger le matériel militaire pour l'Indochine, avec un arrêt d'une heure de travail dans les autres ports de la côte. Le 8 décembre 1949 une conférence de dockers décide de bloquer l’envoi de tout matériel à destination de l’Indochine au départ des ports méditerranéens: Sète, Nice, Portde-Bouc, Port-Saint-Louis, Port Vendre, Toulon et Marseille.
Fin novembre, après une messe à Marseille, à la mémoire du général Leclerc et de ses soldats, des gaullistes anciens des Forces françaises libres publient un communiqué disant qu'ils veulent assurer eux-mêmes le chargement des navires ravitaillant le corps expéditionnaire en Indochine. Des collectes sont organisées dès le mois de décembre 1949 puis celui de janvier 1950 pour secourir les dockers sanctionnés pour leur refus de charger des armes.

### L'hiver 1949-1950
Alors que la mort d'un militant communiste en novembre 1948 lors de l'Affaire Fougeron avait déjà marqué un durcissement très net du PCF, la tension  reprend lorsque le Comité central du PCF des 9 et 10 décembre 1949 juge vital d'accentuer les actions contre la guerre en général, notamment celle d'Indochine, dans le sillage des actions des dockers de Marseille. À Marseille, la presse communiste se mobilise et appelle toute la population à soutenir les dockers: La Marseillaise et Midi-Soir informent les 27 et 28 décembre 1949 que le navire Pasteur, symbole de la guerre en Extrême-Orient car capable de convoyer à lui seul 3000 hommes, repartira bientôt  avec un nouveau contingent ». Le 9 janvier 1950, les deux quotidiens régionaux du PCF annoncent une manifestation le lendemain contre cet appareillage. D'autres navires sont signalés aussi par la presse communiste comme partant les 17 janvier, 18 et 22 février 1950 avec chacun plusieurs centaines de militaires. Ce même lundi 9 janvier 1950, des marins et métallos du Pasteur retardent le départ de 48 heures, après des affrontements avec la police. Le lendemain, l’équipage est réquisitionné.
La fleur d'acier, nouvelle de 16 pages d'André Stil évoquant l'action des dockers de Dunkerque est alors publiée dans la revue Europe de janvier, tandis que L'Humanité fait ses gros titres sur leur action.
Le PCF inaugure une phase violente, du début 1950, à 1952, au cours de laquelle les actions contre la Guerre d'Indochine et le réarmement allemand représenteront 90% des manifestations, souvent violentes et impliquant à partir de 1950 la CGT. À La Rochelle, où les dockers refuseront de charger le Sainte-Mère-l'Église, marins et dockers affrontent les CRS et à Roanne, les heurts feront des blessés. Mais il y a surtout des morts, dès mars à Melun, quand le conducteur d'un camion militaire écrase, pour tenter de se dégager, des manifestants des usines Delattre qui lui jettent des pierres, puis le 15 avril à Brest où les soldats tirent sur des manifestants soupçonnés de jeter de l'acide, causant un mort et huit blessés.

### L'implication du couple Thorez le 27 janvier 1950
La direction du PCF s'implique elle-même dans la violence verbale dès le début de l'année: le 27 janvier 1950 à l'Assemblée nationale, Jeannette Vermeersch, épouse de Maurice Thorez, dénonce " l'envahisseur français brûlant les villages vietnamiens à la manière d'Oradour sur Glane", dans une double allusion, au Massacre du 10 août 1944 par les Allemands contre les maquis de la Haute-Vienne et à la présence d'ex-nazis dans la Légion étrangère française en Indochine.
Au même moment  a lieu l'éviction de Martha Desrumeaux, amie depuis 1930 de Jeannette Vermeersch, épouse de Maurice Thorez, de son poste à direction de la CGT du Nord, en prétextant à l’échec d'une série de grèves du textile dans son secteur, acté le 25 novembre 1949,, jour où avait démarré la grève interprofessionnelle lancée par FO pour la liberté de négocier, ayant abouti peu après à la loi du 11 février 1950 sur les conventions collectives.
Après l'implication des dockers de Dunkerque, qui font les gros titres de la presse parisienne en bloquant des envois de locomotives, Maurice Thorez demande de mettre l'accent sur l'opposition au transport des armes plutôt qu'à leur fabrication, plaçant les cheminots et dockers en première ligne contrairement à des déclarations un an plus tôt.

### La Rochelle et Casablanca en janvier 1950
La grève s'étend à d'autres ports notamment le 20 janvier 1950, puis le 23 janvier lorsque 3000 dockers du port de Casablanca cessent le travail. Fin janvier, dans le port de La Rochelle-La Pallice, CRS et gendarmes sont mobilisés pour surveiller chargement du cargo Falaise à destination de Saïgon et d'Haïphong par 75 soldats et 25 hommes de la marine militaire. L'action des dockers est  symboliquement doublée de celle de militant soutenant l'hebdomadaire communiste local qu'une ordonnance du tribunal civil de La Rochelle a expulsé des locaux d'un ex journal soupçonné de collaboration le 4 février. Deux mois après, Raymond Agasse, rédacteur en chef de cet hebdomadaire, La Voix des Charentes et membre du comité central du parti communiste, est inculpé de propagation de nouvelles susceptibles de nuire au moral de l'armée. Toujours à La Rochelle, marins et dockers affrontent les CRS tandis qu'à Caen des trains et des bateaux sont bloqués.

### Des actions qui échouent, à Marseille, Le Havre ou Cherbourg
Les actions, qui se veulent spectaculaires, échouent parfois, y compris dans le port de Marseille: début février, les chenillettes destinées aux troupes d'Indochine ont pu être chargées à bord du navire l'Athos II par des dockers professionnels, qui ne suivent pas la CGT.
Au Havre, beaucoup d'ouvriers jugent la grève trop « politique » et  les actions du premier trimestre 1950 contre le déchargement de matériel militaire font apparaitre une ligne de fracture entre les communistes et les « apolitiques », tandis que les syndicalistes révolutionnaires, spécificité locale selon les historiens, n'y participent pas car leurs préoccupations sont plutôt dans le maintien de la force syndicale.

### Les salariés des arsenaux en lice en février 1950
Le 4 février à Lorient, un millier d'ouvriers de l'arsenal, à l'instar de collègues à Brest et à Toulon, manifestent pour protester auprès du directeur des constructions navales contre les sanctions prises dans les autres ports.
Aux usines Michelin de Clermont-Ferrand, au même moment, des ouvriers  ont refusé de charger dans des wagons un lot de pneus destinés à l'Indochine, qui est ensuite dispersé à la gare par des militants, tandis que la CGT lance aussi un appel à l'Association internationale des dockers, en vue de suspendre les expéditions d'Amérique, mais elle lui répond que les dockers américains assureront le chargement des munitions destinées "aux pays menacés par l'impérialisme soviétique".

### Les affrontements du 14 février à Nice
Le Monde du 15 février 1950 annonce qu'à Nice la veille, jour du carnaval annuel, "deux mille manifestants chargent 200 CRS qui protégeaient l'embarquement du matériel militaire" puis jettent dans le port une caisse pesant 2 tonnes et demie et mesurant 5 mètres de hauteur contenant des éléments de rampe de missile V2. Dans la ville, le PCF est alors fort de 28 sections, qui ont déjà organisé des manifestations contre la venue du général de Gaulle le 12 septembre 1948. Selon le correspondant du quotidien, les employés des tramways de Nice, les ouvriers de l'usine métallurgique Michel et les cheminots de Saint-Roch ont débrayé vers 9 heures 30 pour aller au port, armés de barres de fer et de pierres. Dix policiers ont été blessés et le travail a repris presque aussitôt. Cet événement inspirera le roman de Pierre Abraham et le tableau « Le 14 février à Nice » de Gérard Singer.
La caisse jetée à la mer au cours de la bagarre du 14 février par les manifestants contenait un tronçon de la tour de propulsion d'un engin radio-guidé de défense antiaérienne. La CGT annonce qu'elle s'opposera aussi à l'embarquement des deux autres tronçons de la tour sur le navire Jean-Dolo à destination d'Oran en Algérie, où doivent se dérouler les essais. Le 16 février 1950 le gouvernement annonce que  « l'attitude de certains éléments de la population niçoise qui ont provoqué les incidents du mardi 14 février et empêché l'embarquement de matériel militaire à destination de l'Afrique du Nord » l'oblige à annuler la visite de l'escadre de la Méditerranée à Nice et à Villefranche le 18 février. Fort de ce succès, la CGT organise des grèves tous secteurs et toutes régions, appuyées par des référendums d'entreprises, fin février, de l'automobile lyonnaise au métro parisien.
Dans la foulée, l'Appel de Stockholm est lancé, en mars 1950. Nice sera ensuite choisie symboliquement pour un rassemblement franco-italien de 25000 jeunes, du Mouvement de la Paix, les «coureurs de la Paix» traversant les deux pays pour converger aux "Rencontres Internationales" du 13 au 20 août 1950 au son de la chanson « Bella Ciao » et devant la caméra de Pierre Biro pour le film Le Rendez-vous de l'Espérance, projet cinématographique participatif  faisant appel aux jeunes cinéastes, amateurs ou pas, parmi lesquels Jean-Jacques Sirkis, Jean-Pierre Marchand ou Paul Carpita. Le tableau représentant le jet au port la rampe du missile V2 fait l'objet d'une présentation itinérante, tout comme un cours en plein air des étudiants des beaux-arts sur la tradition réaliste française chez Callot, Poussin ou Delacroix. Toutes sortes de productions artistiques sont enclenchées dans l'urgence en vue d'une exposition artistique à la Bourse du Travail de Nice, où Picasso reçoit dans son atelier de jeunes ouvriers de Renault et leur offre une poterie. Des caravanes de la Paix sont avant accueillies par les dockers de Dunkerque, promus au rôle symbolique de « Garde-côte de la paix », les colonies de vacances de bambins de Montreuil, Vitry et Aubervilliers, les mineurs de la Grande Combe, dans le Gard, ou encore à Toulon devant la prison où est enfermé Henri Martin. Le film sera cependant très peu diffusé en France.

### Le 23 février à Tours, l'Affaire Raymonde Dien
Le 23 février 1950 débute l'"Affaire Raymonde Dien" à Tours. Raymonde Dien, sténodactylo, participe avec des centaines d'autres membres et sympathisants du PCF à une manifestation improvisée à la gare de Saint-Pierre-des-Corps pour ralentir la marche d'un train militaire dont le chargement de blindés est destiné à l'Indochine. La foule occupe la voie de chemin de fer, certains manifestants se couchant sur les rails.
Parmi eux, Raymonde Dien est reconnue et emprisonnée à Tours. C'est la seule manifestante poursuivie, le secrétaire de la section des cheminots de la CGT étant, lui, libéré au bout de trois semaines. Elle est inculpée sous le chef de « complicité de détérioration de matériel susceptible d’être employé pour la Défense nationale » et est transférée au fort du Hâ à Bordeaux, où elle est incarcérée avec deux ex secrétaires de la Gestapo libérables. Défendue par l'avocate  Marie-Louise Jacquier-Cachin,, elle est condamnée au terme du deuxième jour du procès, le 1er juin 1950, par un tribunal militaire à un an de prison ferme et quinze ans de déchéance de ses droits civiques.
Tou comme Henri Martin, elle devient un symbole de l'opposition contre la guerre d'Indochine. Elle bénéficie d'une campagne de soutien de grande ampleur, en France et dans le Bloc de l'Est. En France, Maurice Thorez déclare : « Il faut arracher à leurs geôles, Raymonde Dien et Henri Martin ». Cette association entre Henri Martin et Raymonde Dien, est accentuée par l'existence d'une chanson militante :

« Henri Martin, Raymonde Dien

N’ veulent pas qu’on tue les Vietnamiens

Ils aiment tant la paix

Qu’aux juges ils sont suspects,. »

Raymonde Dien ne sera finalement libérée qu'après dix mois de prison, à Noël 1950.

### Le porte-avions Dixmude mis à l'index
Le quotidien communiste L'Humanité met en scène le mouvement des dockers sous forme de feuilleton à sa gloire, avec ce genre d'épisodes, passant successivement d'un port à l'autre, notamment Marseille pour la période de janvier-avril 1950 et Brest pour avril 1950, en y ajoutant le récit des déboires du bateau militaire le Dixmude, chassé de port en port par les marins et dockers.
En février 1946, les coupes budgétaires avaient stoppé les constructions navales qui projetaient un porte-avions, obligeant à faire appel aux Alliés. Désarmé après la bataille de l'Atlantique, le Biter américain, victimes d'avaries avait été cédé à la France puis intègré à la Marine nationale le 9 avril 1946 sous le nom de Dixmude. Revenu à Toulon en mai 1948, après des combats au large de la Cochinchine et des bombardements sur la Plaine des joncs (Gao Giong) et sur la péninsule de Camau, il est commis à des transports d'aviation en Indochine française, à l'été 1948 avec deux escadrons de chasseurs Bell P-63A Kingcobra, et doit y revenir à l'été 1950 afin de livrer au profit de l'Arromanches des avions F6F-5 Hellcat et SB2C Helldiver récupérés aux États-Unis, avec des appontages et décollages par deux Seafire Mk.III le 28 novembre 1949.
Dès la fin janvier 1950, le jeune ouvrier alsacien Charles Heimburger distribue des tracts  à bord car il ne veut pas retourner en Indochine. Un peu plus tard, il jette une poignée de meule émeri dans le bain d’huile de l’arbre porte-hélice du Dixmude, qui est retardé, mais part quand même et arrive le 7 mars à Norfolk (Virginie) prendre livraison d'une cinquantaine d'avions Corsair et Helldiver cédés à l'aéronavale puis revient le 20 avril 1950, début des poursuites contre Charles Heimburger qui sera condamné en 1950 et 1951 en même temps qu'Henri Martin à 5 ans de prison. Entre-temps, à Bizerte, le bureau politique du parti communiste tunisien, mené par son secrétaire général, Mohamed Annafas, s'oppose à son arrivée et les murs de la ville sont couverts d'affiches et tracts en français et en arabe appelant les Tunisiens à s'opposer au débarquement du matériel. Son retard, attribué au "mauvais temps", entraîne un débarquement dans la zone militaire, dans le lac de Bizerte et Le Monde informe que les militaires ont « pris toutes les précautions nécessaires afin que les incidents de Marseille et de Nice ne se reproduisent pas », alors que le Journal communiste Avenir de la Tunisie fait ses gros titres contre lui.
Fin mai, son arrivée déclenche à Tunis un meeting, interdit, du "comité de la paix" pour protester contre le déchargement à Bizerte d'armes américaines puis un défilé dans les rues contrecarré par plusieurs barrages de police, huit arrestations non maintenues et quelques blessés légers.

### Les manifestations en faveur deOuest-Matin
En Bretagne, le quotidien régional Ouest-Matin est condamné le 16 mars 1950 pour « allégations diffamatoires envers l'armée française » et de provocation directe « à une entreprise de démoralisation de l'armée ayant pour objet de nuire à la défense nationale » après ses révélations du 18 septembre 1949, mais dix mille personnes lui ont manifesté leur soutien, permettant à Henri Denis de mettre en avant une « extension du mouvement de lutte contre la guerre d' Indochine à de larges couches de la population ». La cour d'appel de Rennes va ensuite doubler les condamnations infligées au directeur du journal le 23 mai 1950.

### Le train d'automitrailleuses bloqué à Roanne le 23 mars 1950
L'"affaire de Roanne" débute au matin du 23 mars 1950 avec un article du quotidien régional communiste Le Patriote de Saint-Étienne, qui appelle  à une manifestation pour bloquer un train de l’armée le jour même, porteur de cinq automitrailleuses, à destination de l’école militaire de Coëtquidan.
L'affaire rappelle la prise de deux automitrailleuses de l'armée par la foule lors des manifestations de novembre 1947 devant la préfecture de Saint-Étienne, occupée par les mineurs en grève. Lucien Benoit, journaliste au Patriote fait partie des 16 personnes arrêtées en mars 1950 mais bénéficiera le 26 août 1950 de l’acquittement général.
Elle donnera la trame d'un roman de l'écrivain communiste Jean Kanapa, où le train de l'armée porteur de cinq automitrailleuses, à destination de l'école militaire de Coëtquidan, se transforme en « train de CRS, lesquels devaient aller réprimer une grève » à Brest. S'il y a bien eu des grèves en Bretagne début 1950, à Brest et à Lorient, c'était un mois et demi plus tôt et très loin de  l'école militaire de Coëtquidan.
Un autre train, acheminant lui des CRS, de Paris à Saint-Nazaire, est arrêté plus tard, le 23 avril 1950, par deux fois, la première quand des militants se couchent pendant une heure sur la voie à Chartres, ce qui occasionnera des sanctions lourdes pour quatre cheminots inculpés, puis relaxés par le tribunal correctionne, et la seconde quand une lanterne posée à même la voie par des inconnus imite un feu rouge afin de retarder le train.

### Le coup d'arrêt d'avril 1950
Mais en avril 1950, le mouvement contre les transports de guerre, lancé à la fin de l'année précédente de manière très progressive s'est brutalement terminé par une défaite majeure des dockers. Le 17 avril 1950, dans le port de Brest, l'ouvrier Édouard Mazé — manœuvre chez Sainrapt et Brice — et militant CGT  est tué à l'âge de 26 ans par les forces de l'ordre d’une balle en pleine tête lors d'une manifestation. Sa mort a motivé pour une part la démission, le 28 avril 1950, de l'abbé Pierre du MRP dont il était l'un des députés. La reprise du travail à Marseille a lieu le lendemain de la mort d'Édouard Mazé. À Dunkerque cependant, les actions continuent encore à la mi-mai et se traduisent par des sabotages de locomotives, lors du chargement d'un navire partant vers l'Indochine.

## Répression

### Les cartes professionnelles retirées à La Rochelle
Dès le 15 mai 1950, l'ingénieur en chef du port de La Pallice retire la carte professionnelle aux 290 dockers du port qui ont refusé de charger les cargos Auray, Falaise, Sainte-Mère-Église et Mortain à destination de Saïgon, les privant de l'indemnité journalière de 350 francs et décidant le recrutement de dockers professionnels qui devront prendre l'engagement d'effectuer tous les travaux quels qu'ils soient.

### La CGT de Marseille décapitée
La CGT des ports et docks est sortie, « quasiment décapitée » de la grève des dockers de 1949-1950 dans les ports français, selon l’historien Alain Ruscio. Le lock-out de plus de quatre cents dockers est suivi d'une répression féroce contre les militants CGT. À Marseille, « il a fallu dix ans pour reconstruire le syndicat sur le port » selon un docker.

### Le bilan du congrès de 1951
Au XVIIIe congrès de la CGT, tenus du 27 mai au 1er juin 1951, le rapporteur Benoit Frachon donna des chiffres permettant de mesurer l'ampleur de la répression depuis le congrès précédent en signalant que 3 500 travailleurs avaient été poursuivis, 1 200 condamnés et 3 900 victimes de sanctions,. Des dockers de La Rochelle, Bastia, Dunkerque, Rouen et Marseille se voient interdits d'entrée sur les ports. Au total, plus de 500 d'entre eux se voient retirer leur carte professionnelle.

## Suites
Au moment de la guerre d’Algérie (1954-1962), les dockers cégétistes avaient ensuite été plus prudents, choisissant des actions sélectives « sous l’angle des affrontements franco-français », selon Michel Pigenet, professeur d’histoire à l'université de Paris-1.

## Chronologie
- 19 novembre 1948 : à Dunkerque, 3000 soldats envoyés le[22] décharger le charbon à la place des dockers barricadés, solidaires avec la grève des mineurs de 1948.
- 21 novembre 1948 : Lucien Duffuler, leader des dockers CGT de Dunkerque, arrêté[23].
- mai 1949 : Lucien Duffuler révoqué.
- juin 1949 : congrès des dockers CGT à Oran, résolution déclarant la « solidarité fraternelle avec le peuple vietnamien en lutte pour sa liberté »[19].
- 12 juin 1949 :  à Marseille, congrès de l’ud-CGT, Lucien Molino demande « que le chargement et le transport des armes et des munitions pour l’Indochine soit arrêté »[4].
- 19 juin 1949 : "fête de la Paix" au parc Chanot à Marseille, résolution pour que « plus un seul bateau ne puisse mener des troupes combattre au Viêt-nam »[4].
- 21 juin 1949 : appel à la constitution dans tout Marseille de comités d’action pour la paix au Vietnam[4].
- 15 juillet 1949 : conférence internationale des marins et dockers[4].
- 28 juillet, 1er et 8 août : débrayages au Port de Marseille pour la prime de départ en vacances[4].
- 30 octobre : une assemblée des dockers de Marseille demande  de passer à des actions concrètes à partir du 2 novembre[4].
- 2 novembre : début des grèves à Marseille où des dockers refusent de charger des camions de l’armée sur le navire Montbéliard[4].
- 25 novembre : grève nationale pour la prime de 3 000 francs et les conventions collectives, 2780 dockers débraient[4].
- 7 décembre: grève CGT de 24 heures contre l’interdiction d’accès aux quais à Marcel Andréani, qui a été exclu du BCMO[4].
- Nouvel an 1950 : des envois de locomotives bloqués sur le port de Dunkerque[42].
- 2 janvier 1950 : les dockers CGT d’Oran demandent à leur confédération de coordonner l’action contre la guerre d'Indochine[19].
- début janvier 1950 : à Dunkerque, Léon Lesschaeve essaie « d'entraver l'envoi du matériel destiné à l'Indochine », comme des locomotives Fives-Lille[38].
- 5 janvier 1950 : la loi sur les conventions collectives adoptée[4].
- fin janvier 1950 : début des actions contre le porte-avions Dixmude.
- fin janvier 1950 : à La Rochelle-La Pallice, CRS et gendarmes mobilisés pour surveiller le cargo Falaise.
- 25 janvier 1950 : le Conseil des ministres déclare le boycott des bateaux pour l’Indochine « atteintes caractéristiques à la souveraineté nationale »[19].
- 26 janvier 1950 : le préfet du Département d'Oran interdit les réunions publiques sur le port[19], licenciement du contrôleur du centre d’embauche, Bouhend Larbi[19].
- 4 février : à Lorient, un millier d'ouvriers de l'arsenal, à l'instar de collègues à Brest et à Toulon[64] manifestent contre les sanctions  dans les autres ports[64].
- 14 février : affrontements à Nice, où 2000 manifestants chargent 200 CRS puis jettent dans le port une caisse pesant 2 tonnes et demie et mesurant 5 mètres de hauteur contenant des éléments de rampe de missile V2[4].
- 16 février 1950 : la grève se durcit à Oran, des centaines de policiers et gardes républicains sur le port, mesures obligeant les dockers à travailler en priorité sur les bateaux destinés à l’Indochine.
- 22 février 1950 : FO et la CGT décident une grève illimitée contre le refus d’accorder la prime de 3 000 francs[4].
- 23 février 1950 : début à Tours, où des manifestants se couchent sur les rails devant un convoi en partance pour l'Indochine, de l'"Affaire Raymonde Dien".
- 27 février 1950 : référendum gagné par les partisans de la grève dans la métallurgie marseillaise. Les ADN sont occupées, piquets de grève chez Duclos et CAP, SPCN occupée[4].
- 27 février 1950 : 7000 manifestants à la maison du peuple d'Oran[19], pour un meeting avec Mohamed Boualem, élu en 1949 secrétaire adjoint du syndicat CGT des dockers d'Oran[97].
- 10 mars 1950 : 2000 dockers réunis au cinéma Saint-Lazare votent la grève illimitée et une résolution contre la guerre en Indochine[4].
- 23 mars 1950 : un train d'automitrailleuses bloqué par les manifestants à Roanne.

17 avril 1950 : à Brest, Édouard Mazé (CGT) est tué d'une balle en pleine tête lors d'une manifestation.
- 28 avril 1950 : l'abbé Pierre député MRP, démissionne pour protester contre la mort d'Édouard Mazé.
- mi-mai 1950 : à Dunkerque, sabotages de locomotives, lors du chargement d'un navire partant vers l'Indochine[91].
- 15 mai 1950 : retrait de la carte professionnelle aux 290 dockers de La Pallice qui ont refusé de charger les cargos Auray, Falaise, Sainte-Mère-Église et Mortain à destination de Saïgon
- fin mai 1950 : meeting interdit, du "comité de la paix" en Tunisie contre le déchargement à Bizerte d'armes américaines par le porte-avions Dixmude.

## Arts et littératures
La période des grèves de 1947 en France, immédiatement suivies de la Grève des mineurs de 1948 et de la grève des dockers est marquée par des campagnes de soutien financier aux grévistes et à leurs familles, à travers tout le pays, mais aussi la profusion d'œuvres d'art teintées d'ouvriérisme, en reprenant l'esprit du populisme littéraire, qui se sont inspirées de ces mouvements sociaux, exposées dans les grandes manifestations artistiques à Paris. Parmi leurs auteurs, des artistes qui avaient été engagés, au sein de la Résistance, dans le Front national des musiciens et le Front national des arts, fondé par André Fougeron, dont le premier métier était ouvrier d'usine avant de devenir professionnel de la peinture, et par ailleurs engagé au Parti communiste français. Sa toile Les Parisiennes au marché (musée d'art moderne de Saint-Étienne), choque une partie de la critique de presse, qui y voit « les accents d'un scandale » car elle évoque un « sujet social en cette période marquée par la vie chère », lorsqu'elle est présentée au Salon d'automne le 24 septembre 1948 mais c'est aussi le cas, selon la critique d'art Sarah Wilson, de la grande fresque de mineurs en grève Les Délégués, d'un autre peintre célèbre militant au PCF, Boris Taslitzky, ou des Pêcheurs à Ostende, d'Édouard Pignon.
Concernant les dockers, à l'instigation du PCF et de la CGT, a lieu une  « bataille esthético-idéologique » pour construire, principalement durant le premier semestre 1950, une image héroïque et très tôt « tout un réseau d'images et d'écrits se met au service » de la grève.

### Filmographie
- * Le film, "D'autres sont seuls au monde", de Raymond Vogel et René Vautier, sorti en 1953, raconte le mouvement de soutien et montre des représentations[99].
- Vivent les dockers, film de Robert Ménégoz sort dès juin 1950, avec un commentaire, très lyrique[1], d'André Stil. Ménégoz filme les grèves à Dunkerque, Rouen Saint-Nazaire, Marseille, Nice, La Pallice, Bordeaux, Cherbourg, Brest et Tunis[3]. On y voit aussi bien des images dérobées des cercueils des soldats français tués en Indochine, via un hublot que des scènes reconstituées décrivant les accidents du travail[3], l'enterrementd'Edouard Mazé[3], ou la harangue d'un travailleur algérien et des scènes de fraternisation[3]. Les images sont reprises dans Le Chant des fleuves du cinéaste Joris Ivens, dont Robert Ménégoz était l'assistant[3]. Interdit par la censure en France, il a reçu le grand prix du documentaire au festival de Karlovy-Vary en 1951[3].
- Le Rendez-vous des quais reprenant des images de 1950 mais se déroulant dans deux autres ports, Nantes et Saint-Nazaire, touchés par les grèves plus tard[1], ne sortira qu'en 1955 après avoir lui aussi subi censure et interdiction d'André Morice, ministre radical de l'Industrie et du Commerce, chargé de l'Information[1], procolonialiste et futur maire de Nantes. Paul Carpita y filme en fondu enchaîné une voiture se muant en canon, symbole des espoirs déçus de la Résistance. Le scénario prend le contre pied, mais pas de manière frontale, du film Un homme marche dans la ville, tourné et présenté en avant-première au Havre en octobre 1949, qui avait subi un tir de barrage de la presse communiste, lui reprochant  de dépeindre les dockers domme « des ivrognes paresseux et brutaux, préoccupés surtout de bagarres et de coucheries », dans le but de discréditer leur grèves. Le 27 mars, dans L’Écran français, hebdomadaire cinéphile communiste, Roger Boussinot s'étonnait à ce sujet que « aucune femme, dans ce film, ne travaille : toutes, sans exception, sont des putains ». Peu avant, L'Humanité avait appelé à son boycotta[6] et deux semaines après le film avait été interdit au Havre. Dans Le Rendez-vous des quais, Robert et Marcelle, désireux de se marier, cherchent vainement un logement à Marseille. Lui est docker, elle ouvrière en biscuiterie. Lui refuse de rejoindre la bande de syndicaliste de son frère, et se fait manipuler par une promesse de logement, jusqu'aux limites de la compromission lorsque les dockers partent en grève contre la Guerre d'Indochine.

### Roman
- André Stil, qui a découvert les dockers de Dunkerque en voyant pour la première fois la Mer, fait de la grève un livre, dans la catégorie dite des « romans de l’actualité immédiate », sous la forme d'une trilogie consacrée aux dockers de La La-Pallice, suivis de près par L'Humanité durant l'hiver 1949[1]: c'est Le premier choc, dont le premier tome est écrit en quelques semaines au printemps 1951, qui reçoit le Prix Staline 1952, le seul décerné à un écrivain du bloc occidental, le tome 3 sortant en décembre 1953. Sa nouvelle consacrée à la grève des dockers de Dunkerque, La Fleur d'acier, qui désigne l'ailette d'une bombe, est louée par Aragon pour « son espèce de perfection »[100] et Maurice Thorez recommande sa publication dans L'Humanité-Dimanche[100]. Elle est publiée dès le numéro de janvier de la revue Europe, puis en avril 1950 dans le recueil La Seine a pris la Mer, le mois où André Stil est promu rédacteur en chef de L'Humanité
- À Varsovie, Mieczysław Jastrun réagit aussitôt aux initiatives des dockers français en publiant le poème, Les Travailleurs de La Rochelle, dans un recueil spécial pour le 1er mai 1950[101].
- Pierre Abraham, ex rédacteur théâtre du journal communiste Ce soir[102], dirigé jusqu'en 1947 par son frère, l'écrivain Jean-Richard Bloch, puis directeur depuis 1949 de la revue Europe, écrit le court roman Tiens bon la rampe !, qui évoque l'action du 14 février 1950, quand des Niçois ont intercepté et jeté à la mer des rampes de lancement de V2[68]. Ancien résistant ayant participé à la libération de Nice et conseiller municipal de la ville, il trouve ainsi l’équivalent littéraire du tableau déjà célèbre de Singer dépeignant cet événement. Tiens bon la rampe !, dessin de Mireille Glodek-Miailhe dans Les Lettres françaises du 10 août 1950 annonce le livre[101].

### Peinture
- Boris Taslitzky peint en 1950 La Riposte, vaste fresque épique de 2 mètres 20 sur 3 mètres, probablement inspirée d'articles de presse[103], représentant les dockers de Port de Bouc repoussant les assauts des CRS et des chiens policiers[1], avec une Marianne brandissant le drapeau républicain. Exposé depuis au musée Tate Gallery de Londres, c'est l'un des trois tableaux, sur les cinq censurés au Salon d'Automne de 1951, représentant la grève des dockers, avec Les Dockers de Georges Bauquier, et son inscription Pas un bateau pour l'Indochine, mais aussi Le 14 février à Nice de Gérard Singer, représentant une foule lançant la rampe d'un rocket V2 à la mer, qui inspirera le roman de Pierre Abraham[68]. Sept toiles ont été décrochées le 6 novembre, à l'heure de la visite du Président de la République, puis cinq remises le 10 novembre, et trois ensuite à nouveau décrochées[1].
- Le 14 février à Nice de Gérard Singer est reproduit dans les médias sous le titre Le V2 à la mer[101]. Singer dira au critique Michel Georges-Michel avoir été témoin de l'évènement[101]. Il finit l'œuvre en 1951, en présence de « camarades ouvriers » qui visitaient son atelier, rue de Vaugirard à Paris[101]. Elle sera redécouverte dans les réserves du musée de Szczecin en Pologne en 2014[104], déclenchant l'enquête de Szymon Piotr Kubiak sur ces œuvres[101], qui vise à analyser les interdépendances entre l’Est et l’Ouest, pour « relire la guerre froide en Europe sous un nouveau jour »[104].
- À Moscou, Boris Ivanovitch Prorokov dessine en 1950 aussi Les Tanks de Truman à l’eau !, où des ouvriers font couler un char d’assaut[101], qui fait le tour des pays socialistes[101]. Dans la première moitié de juin 1950 à Marseille, l'exposition  « L’art au service de la paix » montre des scènes analogues peintes par François Diana, Guy Montis (Józef Tysz) et Louis Roc, liés à la Maison de la Culture[101].
- À Varsovie, VaWojciech Fangor, jeune polonais fasciné par les artistes français expose dès l’automne La Lutte pour la paix à la Galerie nationale d’art Zachęta, reproduit en carte postale et salué par la critique, avec des personnages noirs incarnant l'universalisme de l'anti-colonialisme[101]

### Chanson
Le journal de la CGT, La Vie Ouvrière, publie le «Chant des dockers».

### Poésie
- Louis Aragon met en vedette les dockers/débardeurs dans «Il revient», poème consacré en avril 1953 au retour d'URSS de Maurice Thorez, secrétaire général du PCF[1].